# پیر آغوس یا ناقوس (پیر بابا مسافر)
پیر آغوس یا ناقوس (پیر بابا مسافر) بنایی مربوط به دوره صفوی است و در شهرستان کرمان، بخش شهداد واقع شده و این اثر در تاریخ ۱ فروردین ۱۳۴۵ با شمارهٔ ثبت ۵۳۱ به‌عنوان یکی از آثار ملی ایران به ثبت رسیده است.